# Girenspitz
Girenspitz – szczyt w Prealpach Szwajcarskich, części Alp Zachodnich. Leży w Szwajcarii na granicy kantonów St. Gallen i Appenzell Innerrhoden. Można go zdobyć ze schroniska Tierwis (2085 m).